# Berend Kunst

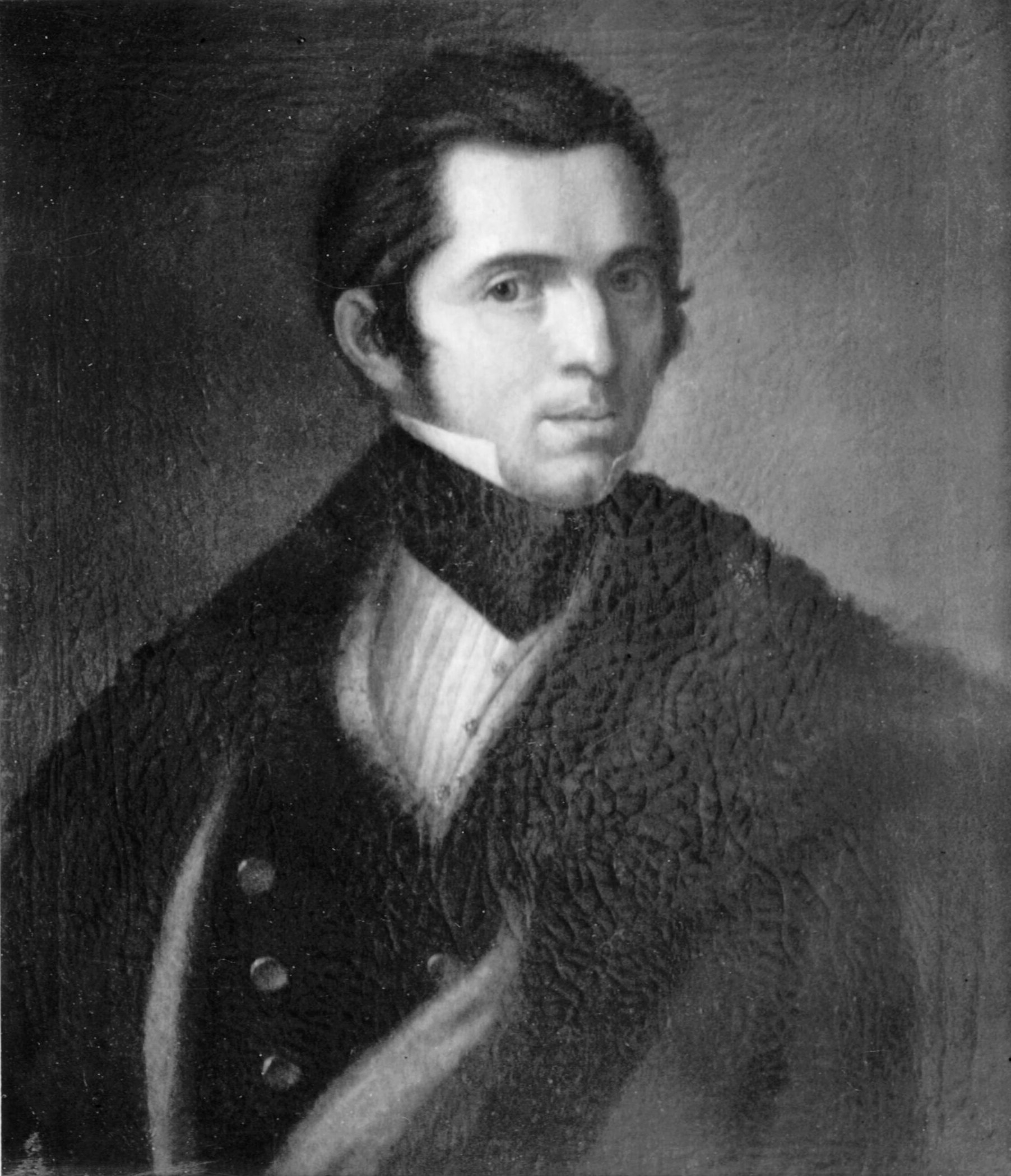
Selbstporträt (1833)

Berend Wierts Kunst (* 21. Mai 1794 in Nieuwolda; † 8. Juni 1881 in Hoogezand) war ein niederländischer Maler.

## Leben
Kunst wurde in Nieuwolda, Provinz Groningen, als Sohn des Müllers und Bäckers Wiert Luitjens Kunst und Jenneke Berents Bakker geboren. 1816 heiratete er Auke Roda. Wie sein Vater war Kunst zunächst Bäcker, begann aber 1821 als Porträtmaler. Kurz darauf zog die Familie nach Groningen. Als Maler reiste er durch die Niederlande, Norddeutschland, Dänemark und Schweden. Im Jahr 1825 wurde er von der Gesellschaft zur Förderung der Zeichnung, Malerei, Gravur und Bildhauerei mit acht goldenen Dukaten ausgezeichnet.

## Werke/Wirken
Kunst selbst führte ein Register der 6.000 Porträts, die er in der Zeit von 1823 bis 1873 machte, dieses Büchlein ist erhalten geblieben. Neben Gemälden schuf er hauptsächlich Pastellzeichnungen. Kunst zog nicht nur Bauern und Bürger an, er erfreute sich auch beim Adel großer Beliebtheit. Zu den Porträtierten gehörten Hendrik Jan Oosting (Bürgermeister von Assen) Jan Freerks Zijlker (Abgeordneter) Menno Jan ter Haseborg (späterer Bürgermeister von Hoogezand), und Jan Anthony Mulock Houwer (Architekt).